# Димчаста пантера
Димчаста пантера (Neofelis nebulosa) — представник родини котових (Felidae). Мешкає в Південно-Східній Азії. Він віддалено нагадує пантеру і вважається досить древнім видом, а також найближчим сучасним родичем до родоначальника усіх нинішніх видів підродини пантерових (Pantherinae). У різних країнах також має назву димчастий леопард.

## Характеристика
Довжина тіла димчастої пантери в середньому нараховує 90 см, хвоста — 80 см. Самиці відрізняються довжиною від голови до тіла від 68,6 до 94 см, з довжиною хвоста від 61 до 82 см. Самці розміром від 81 до 108 см, з довжиною хвоста від 74 до 91 см. Висота його в плечах коливається від 50 до 55 см. Дорослі димчасті пантери важать від 11,5 до 23 кг. Ця величина відповідає приблизно величині вівчарки. Візерунок на хутрі в димчастої пантери однаковий з мармуровою кішкою: на жовтуватому тлі видніються великі темні нерівномірні за формою плями. Кожна з цих плям ближче до середини стає світлішою. Зуби в димчастої пантери, у співвідношенні з розміром тіла, найбільші серед усіх котячих.

## Поширення
Димчаста пантера проживає в південно-східній Азії: від південного Китаю до Малаки і від східних Гімалаїв до В'єтнаму. Пантер, які мешкають на островах Ява, Суматра, Борнео виділено 2006 року в окремий вид — пантера борнейська, а на острові Тайвані цей вид повністю вимер. Його біотопом є тропічні й субтропічні ліси, які розташовані на висотах до 2000 метрів.

## Поведінка і живлення
Димчасті пантери живуть поодинці і рухаються зазвичай у чагарниках. Довгий хвіст допомагає їм утримувати рівновагу в нелегкому для переміщення середовищі. Серед котових димчасті пантери краще за всіх уміють лазити по деревах. Їхньою здобиччю є: олені, кабани, мавпи і птахи. Своїх жертв димчасті пантери очікують на гіллі й несподівано стрибають на них зверху.

## Розмноження
Термін вагітності становить близько 90 днів. За один раз самка димчастого леопарда народжує від 2 до 4 кошенят. Спочатку вони просто жовті і набувають характерних плям протягом першого року життя.

## Різне
Через дорогоцінне хутро, на димчастого леопарда у минулому багато полювали. Сьогодні йому також загрожує полювання браконьєрів, але найбільшою небезпекою для його збереження є все більша вирубка тропічних лісів, які слугують йому притулком. Із чотирьох підвидів вже вимерла тайванська димчаста пантера (Neofelis nebulosa brachyurus). Весь вид стоїть під загрозою зникнення.